# Марантовые
Марантовые (лат. Marantaceae) — семейство однодольных цветковых растений, входящее в порядок Имбирецветные. Включает около 30 родов и 400 видов. Его представители распространены в основном в тропических областях всех континентов, кроме Австралии. Марантовые — характерные обитатели тропических дождевых лесов, где они образуют нередко непроходимые заросли. Они часто встречаются на низких болотистых и даже затопляемых местах, по берегам водоёмов, вдоль рек и ручьёв.

## Ботаническое описание
Марантовые — многолетние травянистые растения с ветвящимися волокнистыми жёсткими деревянистыми корневищами покрытыми двурядно расположенными, часто перекрывающимися чешуями. У некоторых представителей семейства корневища образуют направленные в глубь почвы утолщённые столоны, в которых запасаются вода и питательные вещества.
Стебли марантовых, в основном, хорошо развиты, ветвятся, иногда достигают большой высоты (до 3 метров у представителей рода Donax, до 10 метров у Hypselodelphys zenkerianum) и одревесневают.
Листья располагаются двурядно на стебле и имеют хорошо развитое незамкнутое влагалище.
Соцветия марантовых, как правило верхушечные, сложные.
Цветки двуполые асимметричные, опыляются мелкими видами пчёл. Чашелистики обычно свободные, а лепестки у основания срастаются в трубку. Пестик 1, с коротким, изогнутым столбиком. Самоопыления цветка не происходит, так как рыльце направлено вниз и в сторону от тычинки, пыльца которой высыпается в углубление над рыльцем.
Некоторые виды калатей имеют нераскрывающиеся цветки.
Плоды марантовых — трехгнёздные или одногнёздные локулицидные коробочки или односемянные орешковидные или ягодообразные.

## Использование
К семейству Марантовых принадлежит одно из древних культурных растений — Маранта тростниковидная (Maranta arundinacea). Её веретеновидные утолщённые корневища используются как источник крахмала. Маранта тростниковидная произрастает в диком виде в дождевых лесах Южной Америки и культивируется повсюду в тропических областях планеты.
Многие виды гоппертий (бывшие калатеи), маранты, ктенанте, особенно с пестрыми листьями, очень декоративны и используются в комнатном и оранжерейном цветоводстве.

## Роды
Подтвержденные роды по данным сайта Plants of the World Online на 2022 год:
- Afrocalathea K.Schum.
- Calathea G.Mey. — Калатея
- Ctenanthe Eichler
- Donax Lour.
- Goeppertia Nees — Гоппертия
- Halopegia K.Schum. — Галопегия
- Haumania J.Léonard
- Hylaeanthe A.M.E.Jonker & Jonker
- Hypselodelphys (K.Schum.) Milne-Redh.
- Indianthus Suksathan & Borchs.
- Ischnosiphon Körn.
- Koernickanthe L.Andersson
- Maranta Plum. ex L. — Маранта
- Marantochloa Brongn. ex Gris
- Megaphrynium Milne-Redh.
- Monophyllanthe K.Schum.
- Monotagma K.Schum.
- Myrosma L.f. — Миросма
- Phrynium Willd. — Фриниум
- Pleiostachya K.Schum.
- Sanblasia L.Andersson
- Saranthe (Regel & Körn.) Eichler — Саранта
- Sarcophrynium K.Schum.
- Schumannianthus Gagnep.
- Stachyphrynium K.Schum.
- Stromanthe Sond. — Строманта
- Thalia L. — Талия
- Thaumatococcus Benth.
- Trachyphrynium Benth.